# Methodist Central Hall
Methodist Central Hall (česky Metodistická ústřední síň, známá také jako Central Hall Westminster) je víceúčelová budova v londýnském Westminsteru. Její hlavní využití je jako metodistický kostel a konferenční síň, ale slouží také jako galerie a kancelářská budova. Mezi 22 sály a místnostmi pro setkání či semináře je největší Velká síň (Great Hall).
Methodist Central Hall se nachází na rohu ulic Tothill Street a Storeys Gate, přímo naproti průčelí Westminsterského opatství.

## Dějiny

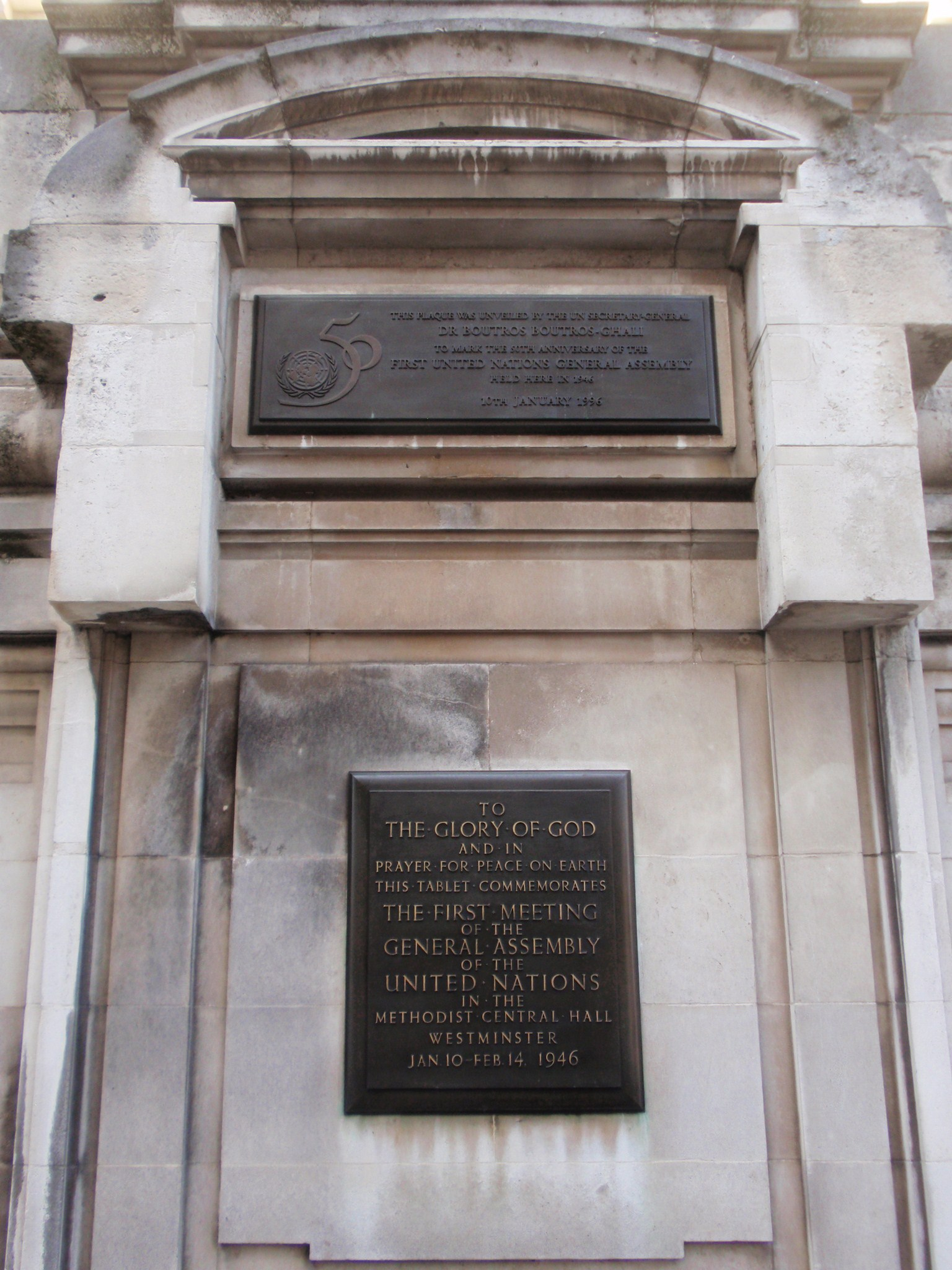
Pamětní deska k 50. výročí prvního zasedání Valného shromáždění Organizace spojených národů na fasádě Methodist Central Hall.

Methodist Central Hall byla vybudována ke 100. výročí úmrtí teologa Johna Wesleyho. Její stavba proběhla v letech 1905–11 na místě bývalého zábavního komplexu Royal Aquarium, který tam byl v provozu od roku 1876.
Výstavba Methodist Central Hall byla financována nadací Million Guinea Fund (fond Milionu guineí, oficiálně Wesleyan Methodist Twentieth Century Fund, česky Wesleyánský metodistický fond 20. století), který po deseti letech existence splnil svůj cíl vybrat od milionu metodistů milion guineí. Methodist Central Hall měla sloužit nejen jako kostel, ale také „pro konference o náboženských, vzdělávacích, vědeckých, filantropických a sociálních otázkách“.
Methodist Central Hall byla dějištěm celé řady historických událostí. V roce 1927 hostila první šachovou olympiádu a současně s ní i první mistrovství světa v šachu žen. 
V roce 1946 se v budově uskutečnilo první zasedání Valného shromáždění právě založené Organizace spojených národů. Památkou na tuto událost zůstává modrý nátěr zdí, který OSN tehdy financovala. V době zasedání VS OSN metodistická obec pro své církevní potřeby využívala divadlo Coliseum.
Často byla budova využívána pro různá politická shromáždění, se svými proslovy tu vystoupili například Mahátma Gándhí, Martin Luther King nebo Winston Churchill.
V roce 1968 se v síni konalo první koncertní uvedení muzikálu Andrewa Lloyda Webbera Josef a jeho úžasný pestrobarevný plášť.
Na začátku roku 1966, v době příprav na pořádání mistrovství světa ve fotbale, byla v síni vystavena trofej pro světové šampiony. Právě odtud byla 20. března ukradena. I když byla o týden později nalezena, pachatel nikdy nebyl dopaden.
Pravidelně bývá Methodist Central Hall využívána také pro zasedání vyšetřovacích komisí, například pro vyšetřování železničního neštěstí v Ladbroke Grove, potopení zábavní lodi Marchioness nebo severoirského incidentu zvaného Krvavá neděle z roku 1972.

## Architektura

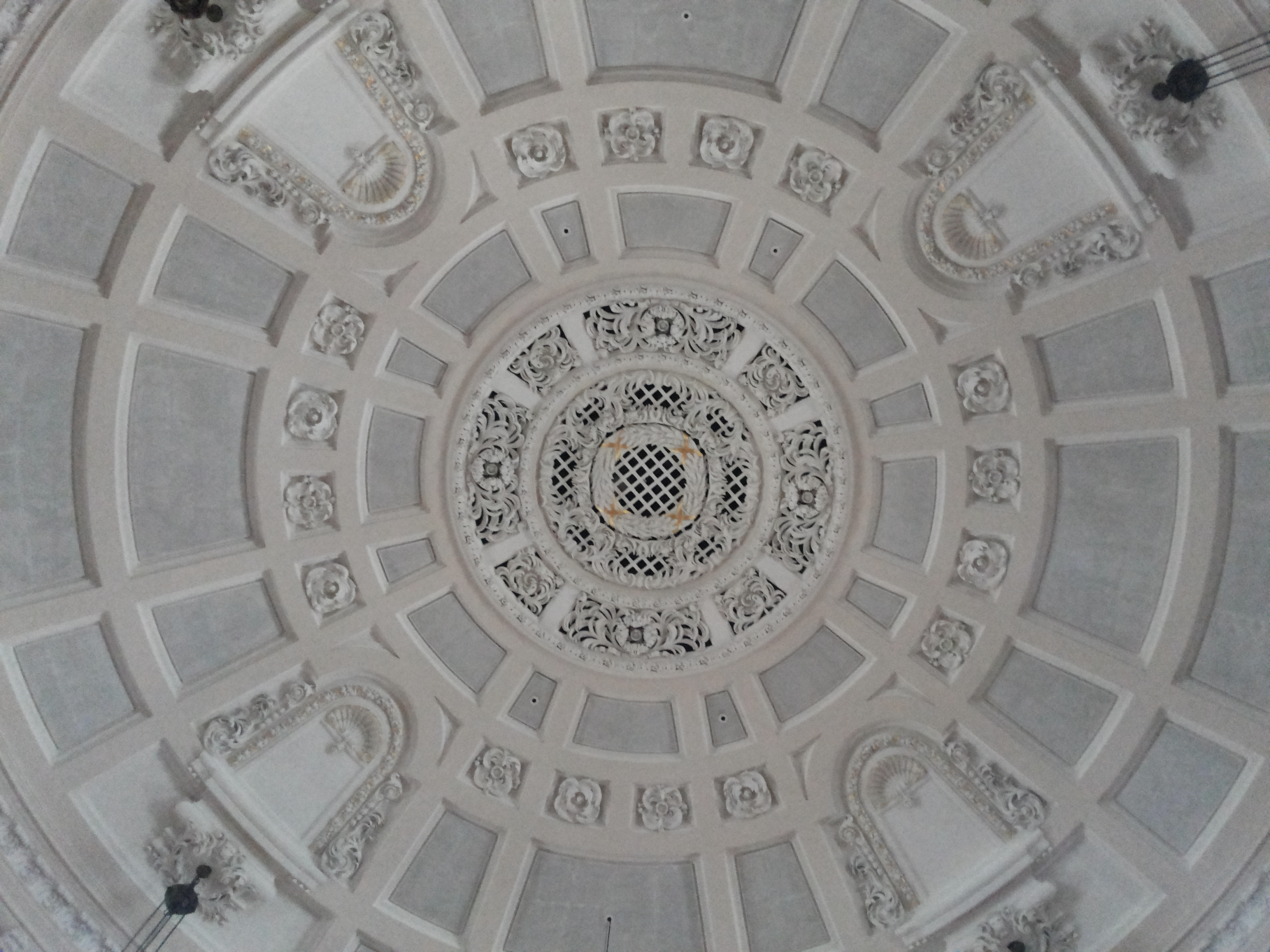
Pohled do kopule.

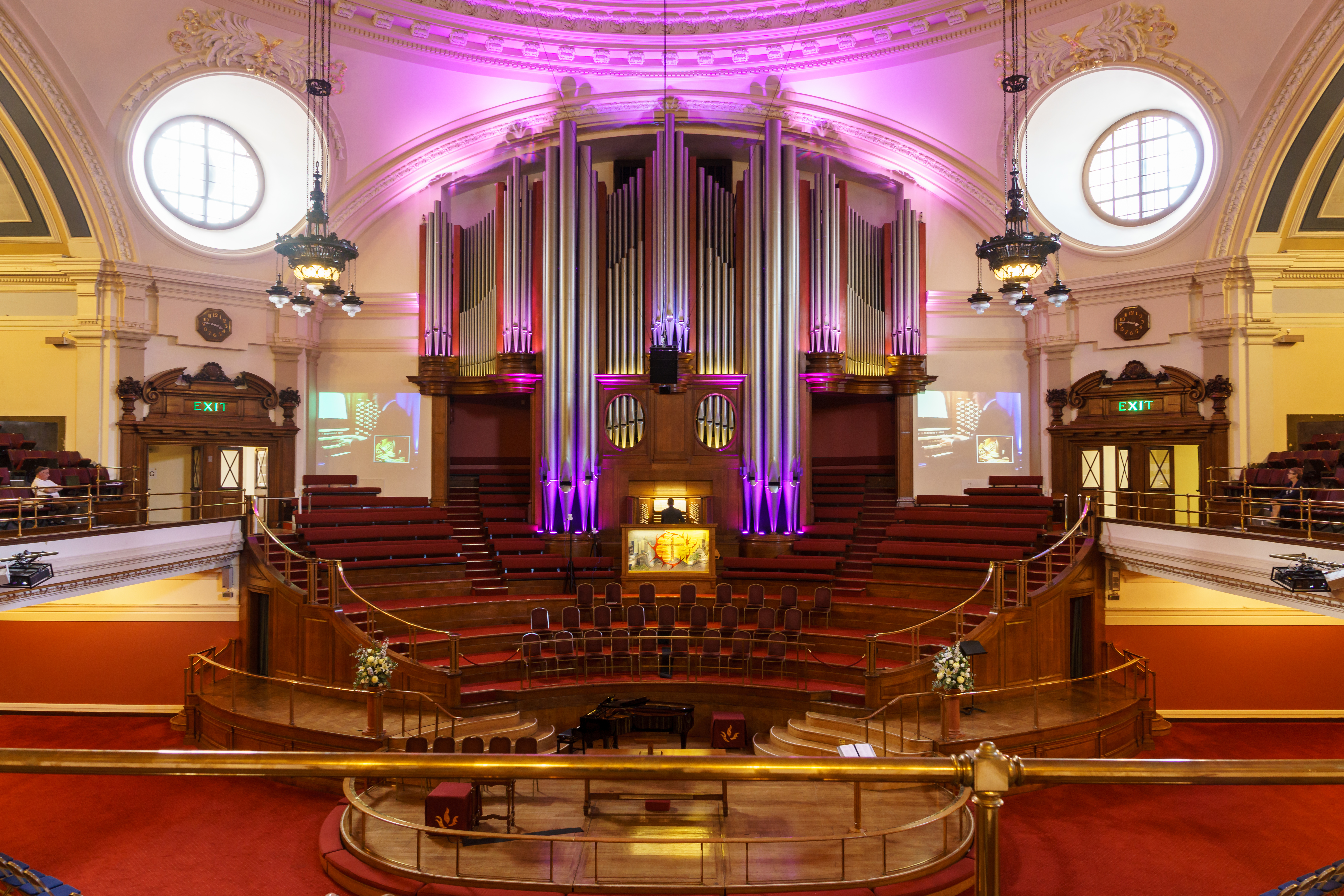
Velké varhany ve Velkém sále mají 4731 píšťal.

Podobu Methodist Central Hall navrhl architekt Edwin Alfred Rickards z firmy Lanchester, Stewart and Rickards, která mimo jiné vytvořila i v mnohém podobný návrh radnice v Cardiffu. I když je výtvarně řešena jako ozvěna baroka, kontrastujícího s gotikou Westminsterského opatství, po technické stránce je jedním z prvních příkladů použití železobetonové konstrukce v Británii. 
Původní návrh zahrnoval dvě malé věže na východním průčelí proti opatství, ale ty nikdy nebyly postaveny, nejspíš, aby nerušily panorama opatství s dominantními západními věžemi při pohledu ze St. James's Parku.
Kupolovitý strop Velkého sálu je údajně druhý největší svého druhu na světě.